# Fügenberg
Fügenberg è un comune austriaco di 1 363 abitanti nel distretto di Schwaz, in Tirolo. Si trova nella Zillertal.